# Закон и порядок: Специальный корпус (сезон 5)
Премьера пятого сезона полицейского процедурала «Закон и порядок: Специальный корпус» состоялась 23 сентября 2003 года на американском телеканале NBC; заключительная серия сезона вышла в эфир 18 мая 2004 года. В общей сложности, пятый сезон состоял из двадцати пяти эпизодов.

## Актеры и персонажи

### Основной состав
- Кристофер Мелони — детектив Эллиот Стейблер
- Маришка Харгитей — детектив Оливия Бенсон
- Ричард Белзер — детектив Джон Манч
- Стефани Марч — помощник окружного прокурора Александра Кэбот (эпизоды 1-4)
- Дайан Нил — помощник окружного прокурора Кейси Новак (эпизоды 5-25)
- Айс Ти — детектив Фин Тутуола
- Би Ди Вонг — доктор Джордж Хуанг
- Дэнн Флорек — капитан Дон Крейген

## Эпизоды
| № общий | № в сезоне | Название                   | Режиссёр             | Автор сценария                     | Дата премьеры    | Зрители в США (млн) |
| --- | ---------- | -------------------------- | -------------------- | ---------------------------------- | ---------------- | ------------------- |
| 92 | 1          | «Tragedy» «Трагедия»       | Дэвид Платт          | Аманда Грин                        | 23 сентября 2003 | 13,2                |
| В службу 911 поступает невнятный звонок от женщины, которая просит неизвестного не убивать её. Детективы начинают поиски: женщина должна вот-вот родить. - Приглашенная звезда: Келли Мартин |            |                            |                      |                                    |                  |                     |
| 93 | 2          | «Manic» «Мания»            | Гай Норман Би        | Патрик Харбинсон                   | 30 сентября 2003 | 11,5                |
| Во время стрельбы в здании школы убиты двое подростков, а десятилетний мальчик найден в бойлерной с огнестрельным ранением головы. Однако, есть сомнения — жертва ли он? - Приглашенная звезда: Рори Калкин |            |                            |                      |                                    |                  |                     |
| 94 | 3          | «Mother» «Мать»            | Тед Котчефф          | Лиза Мари Петерсен и Дон Денун     | 7 октября 2003   | 9,9                 |
| В подвале найдена без сознания женщина со связанными руками. Детективы узнают в ней судебного психиатра, которая пытается лечить насильников и даже является автором книги на эту тему. Детективы подозревают одного из её пациентов — серийного насильника, вышедшего недавно из тюрьмы. - Приглашенные звезды: Джон Абрахамс и Марисоль Николс              |            |                            |                      |                                    |                  |                     |
| 95 | 4          | «Loss» «Проигрыш»          | Константин Макрис    | Майкл Фазекас и Тара Баттерс       | 14 октября 2003  | 12,7                |
| Совершенно жестокое убийство женщины-полицейской, работавшей под прикрытием. Подозреваемый тесно связан с колумбийской наркомафией. - Приглашенная звезда: Джош Хопкинс |            |                            |                      |                                    |                  |                     |
| 96 | 5          | «Serendipity» «Интуиция»   | Константин Макрис    | Дон Денун и Лиза Мари Петерсен     | 21 октября 2003  | 11,9                |
| В канализационном стоке обнаружен мертвый новорожденный ребёнок. Чуть позже мертвой находят и его мать. Работая над этим делом, детективы разоблачают серийного педофила. - Приглашенные звезды: Джон Хёрд и Майкл Келли |            |                            |                      |                                    |                  |                     |
| 97 | 6          | «Coerced» «Принуждение»    | Жан де Сегонзак      | Джонатан Грин                      | 28 октября 2003  | 12,2                |
| Детективы расследуют похищение маленького мальчика из дома его матери. Тот, кто это сделал — шизофреник, которого просто выгнали из больницы. - Приглашенные звезды: Беверли Д’Анджело и Джеймс Маккеффри |            |                            |                      |                                    |                  |                     |
| 98 | 7          | «Choice» «Выбор»           | Дэвид Платт          | Патрик Харбинсон                   | 4 ноября 2003    | 13,1                |
| На владелицу ресторана напали, когда она закрывала свой ресторан. Женщина рассказывает, что это сделал её муж, он же в ответ обвиняет её в алкоголизме и нанесение этим вреда неродившемуся ребёнку. - Приглашенная звезда: Джози Биссетт |            |                            |                      |                                    |                  |                     |
| 99 | 8          | «Abomination» «Отвращение» | Алекс Закржевски     | Майкл Фазекас и Тара Баттерс       | 11 ноября 2003   | 13,0                |
| Найдено тело молодого человека. Убитый был участником религиозной группы, которая объединяет гомосексуалистов. - Приглашенные звезды: Джонатан Такер и Джордж Сигал |            |                            |                      |                                    |                  |                     |
| 100 | 9          | «Control» «Контроль»       | Тед Котчефф          | Сценарий: Нил Бэр Сюжет: Дик Вульф | 18 ноября 2003   | 13,9                |
| Кто-то прямо в метро отрезал пожилому мужчине гениталии. Когда он пропадает из больницы, детективы приходят к нему домой. Там они находят фотографии много фотографий женщин в одинаковом свадебном платье. Оливия сомневается в своей профпригодности и решает уйти со службы. - Приглашенная звезда: Жаклин Биссет                                          |            |                            |                      |                                    |                  |                     |
| 101 | 10         | «Shaken» «Встряска»        | Константин Макрис    | Аманда Грин                        | 25 ноября 2003   | 13,1                |
| Малышка пропала в парке, пока её няня болтала с коллегой. Детективы находят девочку без сознания в кустах. Врачи диагностируют, что ребёнок пострадал от сильной тряски. Тогда в подозреваемые попадают и няня, и мать. |            |                            |                      |                                    |                  |                     |
| 102 | 11         | «Escape» «Побег»           | Жан де Сегонзак      | Барби Клигман                      | 2 декабря 2003   | 13,6                |
| Двое заключенных сбегают из тюрьмы. Один из них сбежал для того, чтобы увидиться с сыном, который родился уже после его осуждения. Оливия объединяется с заместителем маршала, чтобы узнать истинную причину визита осужденного. - Приглашенные звезды: Крейг Бирко и Нэнси Аллен                                                                             |            |                            |                      |                                    |                  |                     |
| 103 | 12         | «Brotherhood» «Братство»   | Жан де Сегонзак      | Хосе Молина                        | 6 января 2004    | 15,4                |
| В очистных сооружениях найден труп молодого человека. Детективы связывают убийство с порносайтом, владельцем которого являлся убитый студент. Но в убийстве сознается другой ученик этого колледжа. Он и другие желающие вступить в студенческое братство подвергались различным жутким ритуалам со стороны убитого. - Приглашенная звезда: Гэри Коул         |            |                            |                      |                                    |                  |                     |
| 104 | 13         | «Hate» «Ненависть»         | Дэвид Платт          | Роберт Нейтан                      | 13 января 2004   | 14,1<               |
| Женщину-мусульманку перед смертью жестоко изнасиловали и подожгли. Детективы полны решимости опровергнуть утверждение убийцы о его генетической предрасположенности к насилию. - Серия посвящена Кевину Макгиллу, работавшему поваром в фирме, поставлявшей обеды для труппы фильма, и разбившемуся на машине в период съёмок этого эпизода                   |            |                            |                      |                                    |                  |                     |
| 105 | 14         | «Ritual» «Ритуал»          | Эд Бьянки            | Рут Флетчер и Кристос Гейдж        | 3 февраля 2004   | 13,8                |
| Два мусорщика находят в центральном парке тело семилетнего мальчика, которого, вероятно, принесли в жертву. Детективы узнают, что он один из многих детей-рабов, доставленных контрабандным путём из Нигерии. - Приглашенная звезда: Майкл Эмерсон |            |                            |                      |                                    |                  |                     |
| 106 | 15         | «Families» «Семейства»     | Константин Макрис    | Джонатан Грин                      | 10 февраля 2004  | 12,9                |
| Во время преследования подозреваемого в нескольких изнасилований мужчины, собака-ищейка обнаруживает труп молодой девушки. Детективы подозревают, что руководитель её хора был с ней в любовной связи. Однако, медэксперт утверждает, что девушка беременна от своего родственника. - Приглашенные звезды: Хелен Слейтер и Патрик Флугер                      |            |                            |                      |                                    |                  |                     |
| 107 | 16         | «Home» «Домашний очаг»     | Рик Уоллес           | Аманда Грин                        | 17 февраля 2004  | 14,4                |
| Детективам передают мальчика, которого поймали, когда он ел отбросы из мусорного бака. Бенсон и Стейблер понимают, что обстановка в семье явно не здоровая, и ребёнок голодает, но суд возвращает мальчика домой. Позже ребёнка находят мёртвым, и его брат признаётся в убийстве. - Приглашенные звезды: Марло Томас и Дайан Венора                          |            |                            |                      |                                    |                  |                     |
| 108 | 17         | «Mean» «Привилегии»        | Константин Макрис    | Майкл Фазекас и Тара Баттерс       | 24 февраля 2004  | 14,4                |
| Тело школьницы найдено в багажнике автомобиля. Детективы выясняют, что убитая со своими подружками издевались в школе над девушкой, страдающей ожирением. Они третировали её несколько лет. - Приглашенные звезды: Келли Гарнер и Дэвид Торнтон |            |                            |                      |                                    |                  |                     |
| 109 | 18         | «Careless» «Небрежность»   | Стив Шилл            | Патрик Харбинсон                   | 2 марта 2004     | 12,4                |
| Маленького мальчика приносит в больницу его приёмный отец. Однако, к этому времени ребёнок уже мёртв. Детективы выясняют, что в смерти ребёнка виновны и приёмные родители, и социальная служба. - Приглашенная звезда: Джули Хагерти |            |                            |                      |                                    |                  |                     |
| 110 | 19         | «Sick» «Болезнь»           | Дэвид Платт          | Дон Денун                          | 30 марта 2004    | 15,6                |
| Двенадцатилетний мальчик пишет в чате ужасные вещи про насилие над детьми и уродует кукол младшей сестры. При расследовании этого инцидента выясняется, что три года назад его растлил владелец крупной фирмы по изготовлению игрушек. Оказывается, что родители получили за замалчивание этого факта несколько миллионов. - Приглашенная звезда: Марло Томас |            |                            |                      |                                    |                  |                     |
| 111 | 20         | «Lowdown» «Подноготная»    | Джуд Тейлор          | Роберт Нейтан                      | 6 апреля 2004    | 12,5                |
| Помощник прокурора найден убитым в районе, где работают проститутки-трансвеститы. Следствие выясняет, что он состоял в любовной связи со своим коллегой и имел ВИЧ. - Приглашенная звезда: Марло Томас |            |                            |                      |                                    |                  |                     |
| 112 | 21         | «Criminal» «Криминал»      | Алекс Закржевски     | Хосе Молина                        | 20 апреля 2004   | 12,8                |
| Студентка найдена задушенной в Центральном парке. Под подозрение попадает профессор криминалистики этого же ВУЗа, совершивший аналогичное преступление более 30 лет назад. - Приглашенная звезда: Зои Салдана |            |                            |                      |                                    |                  |                     |
| 113 | 22         | «Painless» «Без боли»      | Хуан Хосе Кампанелла | Джонатан Грин                      | 27 апреля 2004   | 12,8                |
| Домработница обнаруживает в квартире девушку с пакетом на голове и в наручниках. Пока детективы расследуют, как они полагают, попытку изнасилования и убийства, женщина кончает жизнь самоубийством в больнице. Теперь предстоит выяснить, кто помог ей в этом… - Приглашенная звезда: Марли Мэтлин                                                           |            |                            |                      |                                    |                  |                     |
| 114 | 23         | «Bound» «Обязательство»    | Константин Макрис    | Барби Клигман                      | 4 мая 2004       | 13,0                |
| Убита пожилая богатая дама, больная раком. Детективы полагают, что это — серийный убийца. - Приглашенная звезда: Кэлли Торн |            |                            |                      |                                    |                  |                     |
| 115 | 24         | «Poison» «Яд»              | Дэвид Платт          | Майкл Фазекас и Тара Баттерс       | 11 мая 2004      | 12,3                |
| Четырёхлетняя девочка госпитализированная без сознания. Врачи обнаруживают в её желудке огромное количество моющего средства. Её семилетняя сестра рассказывает, что это их приёмная мать заставила ребёнка пить его. Однако, судья принимает решение удалить из дела показания старшей сестры пострадавшего ребёнка. - Приглашенная звезда: Марло Томас      |            |                            |                      |                                    |                  |                     |
| 116 | 25         | «Head» «Глава»             | Хуан Хосе Кампанелла | Лиза Мари Петерсен и Дон Денун     | 18 мая 2004      | 18,4                |
| В туалете интернет-клуба обнаружена камера. Детективы выходят на извращенца и на его записях находят более мерзкое преступление. - Приглашенные звезды: Дайана Скаруид и Стейси Эдвардс |            |                            |                      |                                    |                  |                     |